# Château de Berlin
Le château de Berlin (en allemand, Berliner Schloss) est un monument situé dans le centre-ville de Berlin, en Allemagne. Résidence principale de la maison de Hohenzollern jusqu'à la chute de l'Empire allemand en 1918, il est sévèrement endommagé par les bombardements en 1945. En 1950, le bâtiment d'origine est rasé par le gouvernement de la République démocratique allemande (RDA) et laisse sa place au palais de la République, qui abrite notamment la Chambre du peuple.
Après la réunification allemande, le palais de la République est démoli et le Bundestag décide de reconstruire le château presque à l'identique. Les travaux commencent en 2013 et s'achèvent en 2020. Le nouvel édifice abrite le musée du Forum Humboldt.

## Histoire

### Château de la dynastie Hohenzollern

#### Premier château (XVesiècle-XVIIesiècle)

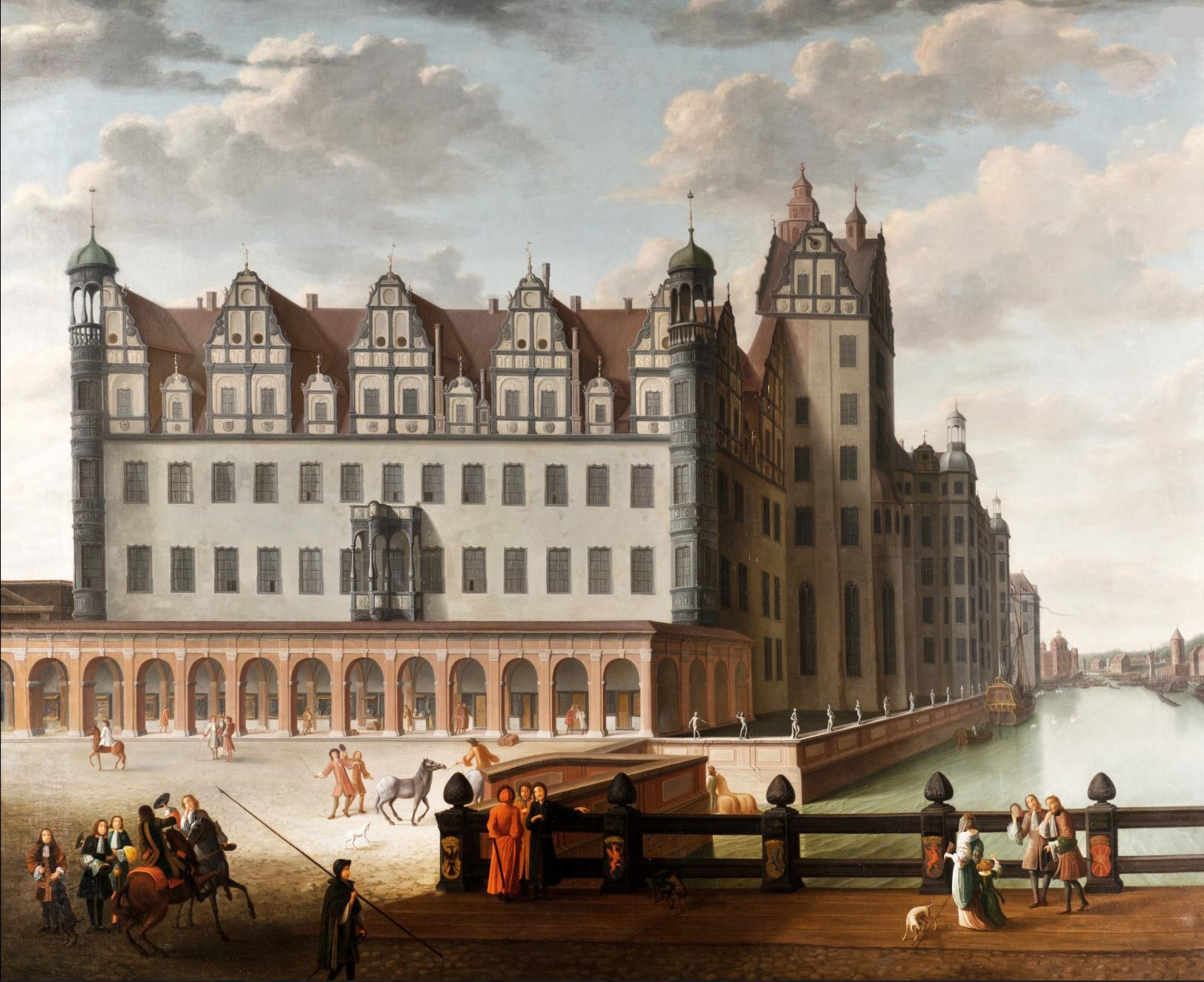
Le château de Berlin peint par Abraham Begeyn au XVIIe siècle.

Le premier château est érigé sur l'ancienne île de Cölln de 1443 à 1451, sous le règne du prince-électeur Frédéric II Dent de Fer. Le site avait accueilli plus tôt des maisons, détruites au XIVe siècle pour accueillir un monastère dominicain, lui-même démoli pour laisser place au château. La construction connaît quelques émeutes car le château est considéré comme le symbole d'un pouvoir autoritaire (Zwingburg).
Le prince-électeur Joachim II le fait agrandir au XVIe siècle en s'inspirant des châteaux construits en Saxe. L'architecte Caspar Theiss (de) fait construire une cour carrée, des tours d'angle et couvre le château de toits à pignons. Le château prend alors un air de résidence.

#### Second château (XVIIIesiècle-XIXesiècle)

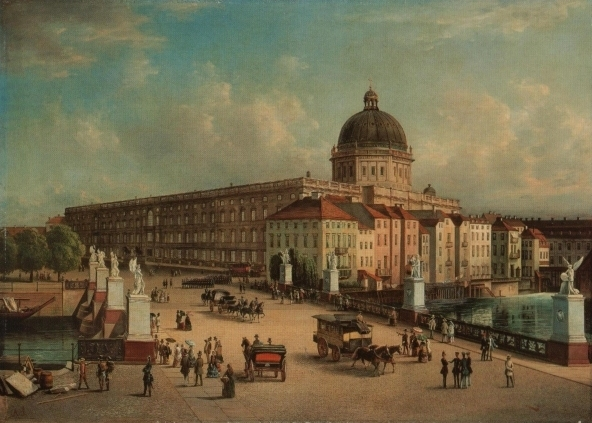
Le château de Berlin au XIXe siècle.

L'électeur de Brandebourg et premier roi de Prusse Frédéric Ier décide la construction d'un nouvel édifice qui symbolisera une monarchie absolue et le redressement de la Prusse après la Guerre de Trente Ans. Le château est alors reconstruit dans le style baroque entre 1699 et 1706 par l'architecte Andreas Schlüter. Johann Friedrich Eosander von Göthe et Martin Heinrich Böhme (de) lui succèdent sous le règne de Frédéric-Guillaume Ier, pour mener à bien cette résidence haute de trois étages et organisée autour de deux cours intérieures.
Le dôme de la chapelle n'est élevé que bien plus tard, en 1850, par Friedrich August Stüler, sous le règne de Frédéric-Guillaume IV.
La dynastie de Hohenzollern occupe donc le château pendant plus de deux siècles jusqu'à la fuite de l'empereur Guillaume II aux Pays-Bas après la défaite allemande à la Première Guerre mondiale en novembre 1918.

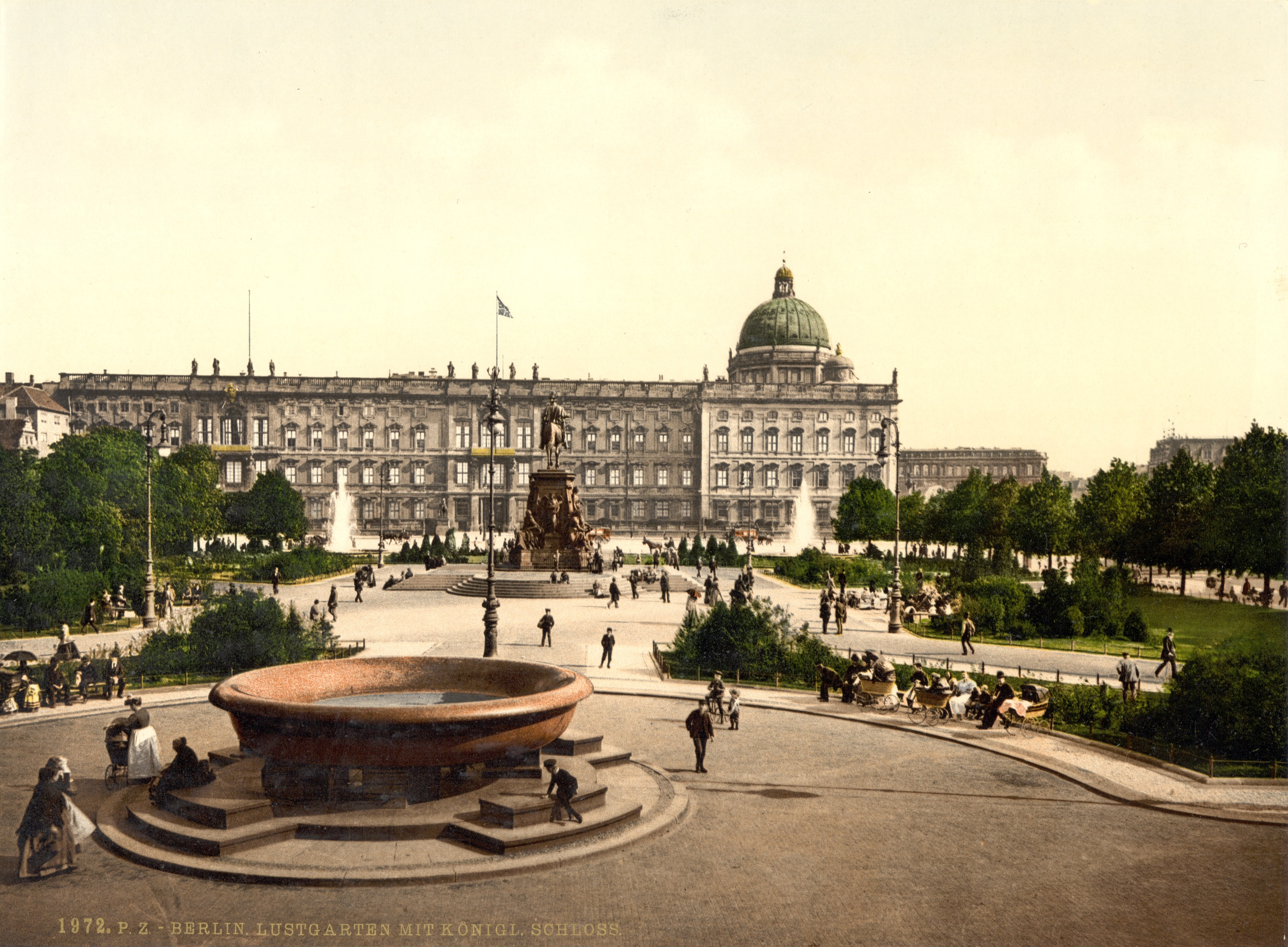
Le château de Berlin en 1900 depuis le Lustgarten (carte postale colorisée).

### Vicissitudes duXXesiècle

#### Dégâts puis destruction

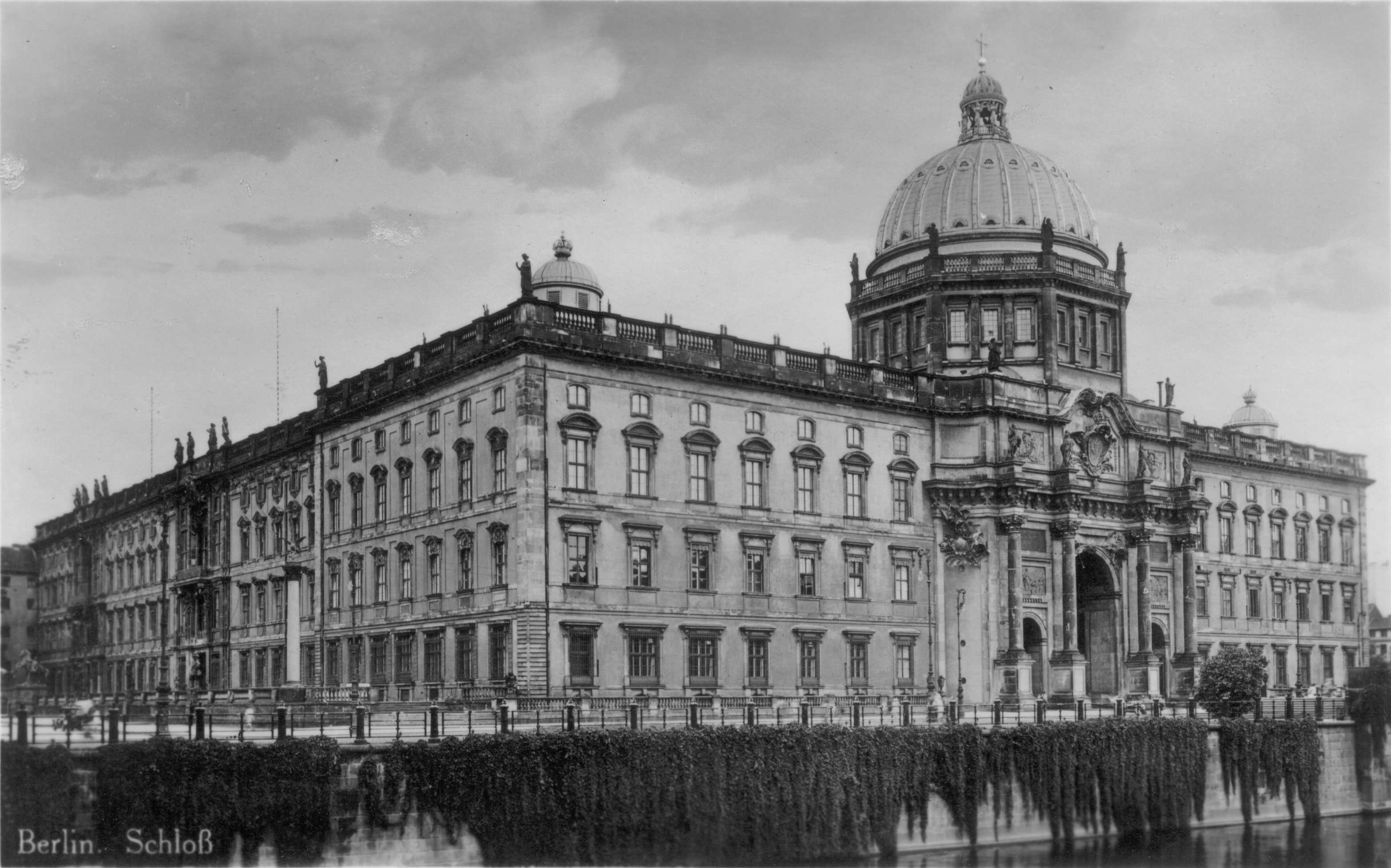
Le château de Berlin, en 1920.

Le 9 novembre 1918, c'est depuis un balcon de l'un des portails (baptisé depuis Karl-Liebknecht-Portal) que Karl Liebknecht proclame la République socialiste libre (Freie Sozialistische Republik), deux heures après que Philipp Scheidemann a proclamé la République depuis un balcon du Reichstag.
Le château ayant été sérieusement endommagé au cours de la Seconde Guerre mondiale, Walter Ulbricht décide en 1950 sa destruction complète pour que ce symbole de l'ancienne Prusse disparaisse à jamais. Seul le Karl-Liebknecht-Portal est démonté, avant d'être plus tard intégré à la façade du bâtiment situé à proximité, nouveau siège du Conseil d'État de la République démocratique allemande inauguré en 1964.

#### Le palais de la République (RDA)

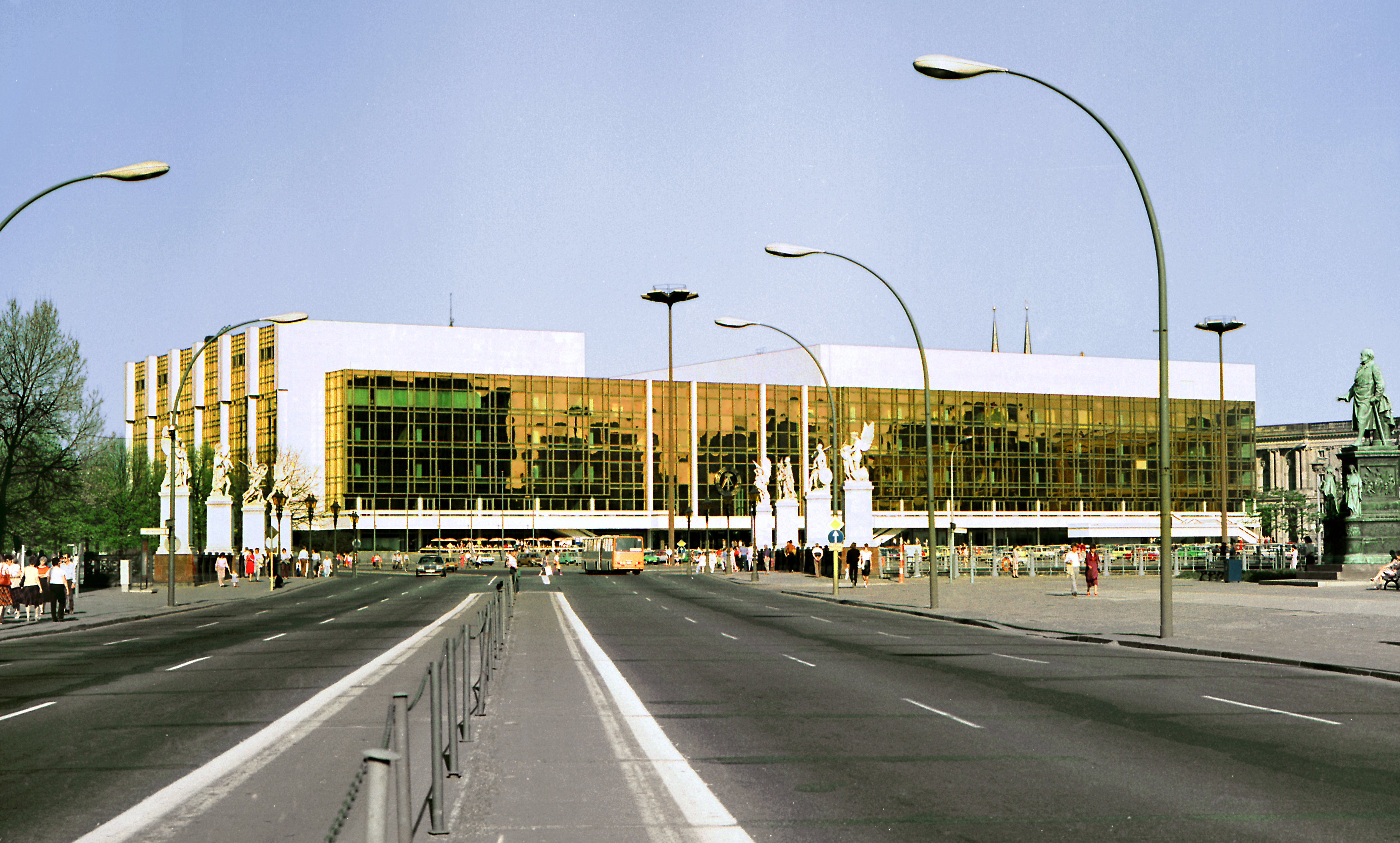
Le palais de la République.

En 1976, Erich Honecker inaugure le palais de la République, un édifice monumental de verre fumé, de métal et de marbre, donnant sur une vaste esplanade baptisée place Marx-Engels. Il abrite notamment la Chambre du peuple, le Parlement de la RDA, ainsi qu'une salle de spectacles.
Après la chute du mur de Berlin, le sort du palais de la République, contenant de l'amiante, divise les Berlinois entre partisans de ce lieu populaire et symbolique de la RDA et opposants d'un style daté, parfois jugé disgracieux. Fermé pour cause de désamiantage, le colosse socialiste n'est plus qu'un squelette de poutres métalliques qui finit par être complètement démoli, sur la base du rapport final d'une commission internationale d'experts,.

### Reconstruction duXXIesiècle
Après plus de dix ans de vives polémiques, le palais de la République doit finalement céder à son tour la place à une reconstruction du château de Berlin, devant abriter le Forum Humboldt, un musée. Le pré-projet, conçu par une commission internationale de dix-sept experts, est adopté le 4 juillet 2002 par 384 voix contre 133 par les députés du Bundestag, sous le gouvernement du social-démocrate Gerhard Schröder.
Le but est de reconstruire le palais royal, revendiquant trois belles façades de style baroque, incorporant le célèbre « Schlüterhof » et, naturellement, les appartements royaux dans la partie Renaissance du bâtiment. Cette dernière accueillera un hôtel de luxe. Le financement pour ce projet proviendrait exclusivement du secteur privé.
Le château qui renaîtra de ses cendres a l’ambition de devenir la plus grande attraction touristique de Berlin avec un éventail de boutiques de choix, de restaurants ainsi qu’un centre d'affaires. Autour de l'Eosanderhof sont prévus des musées et des salles destinées à différentes manifestations. Le château intégrera notamment les collections d'art non européen conservées pour l'instant aux musées de Dahlem, dans la banlieue de Berlin.

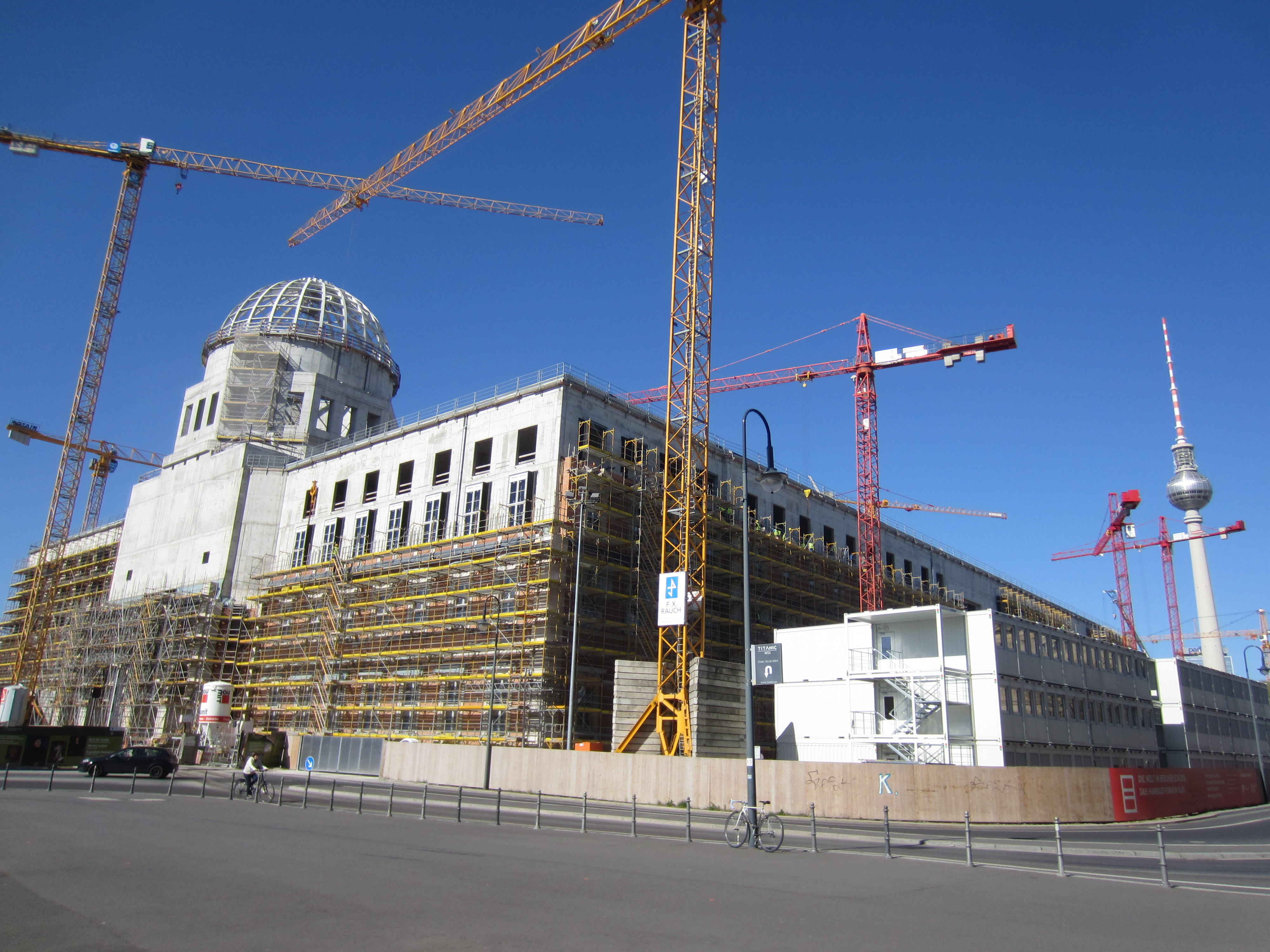
Le chantier de reconstruction en avril 2016.
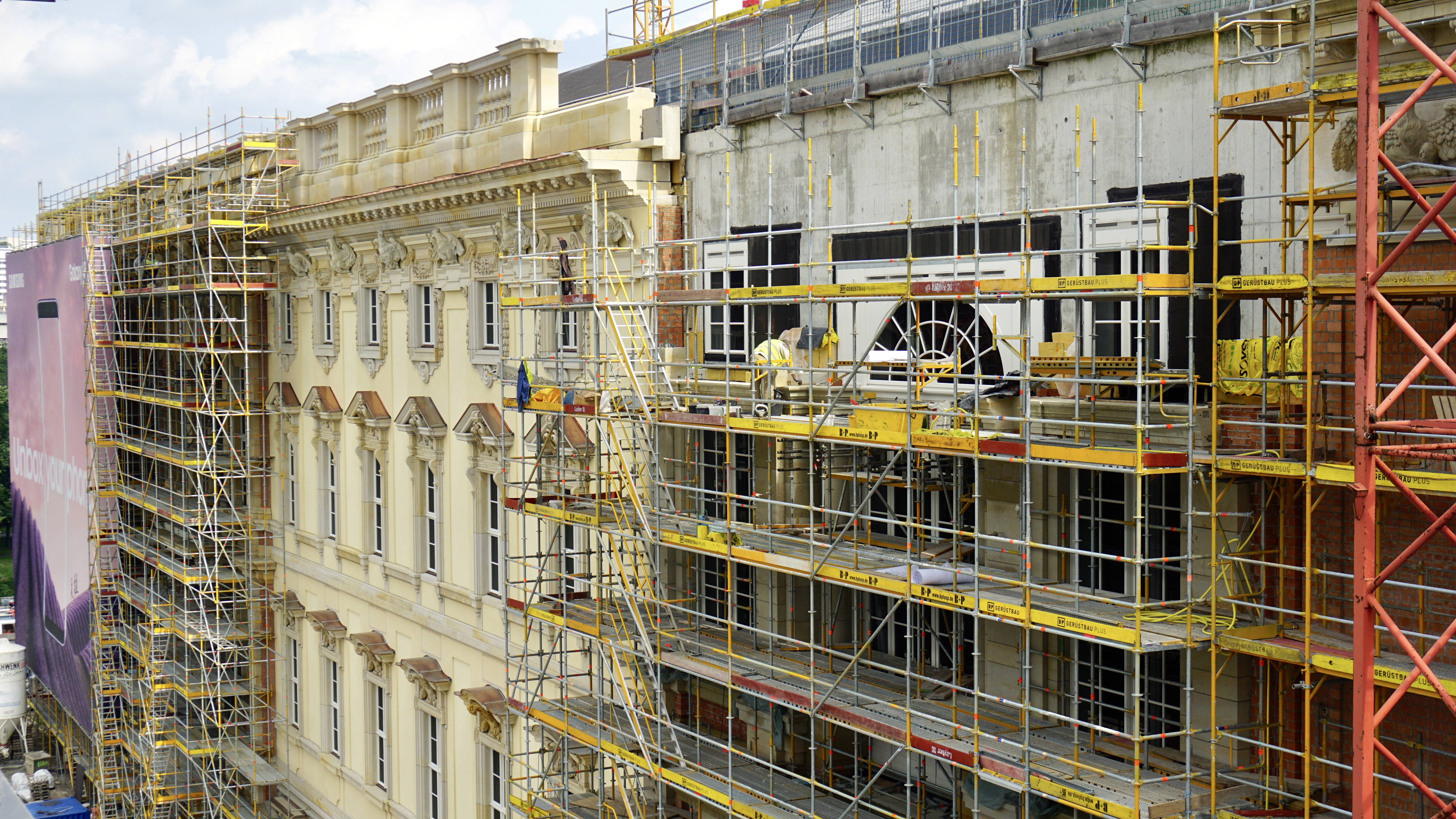
Partie des façades Nord en juillet 2017.
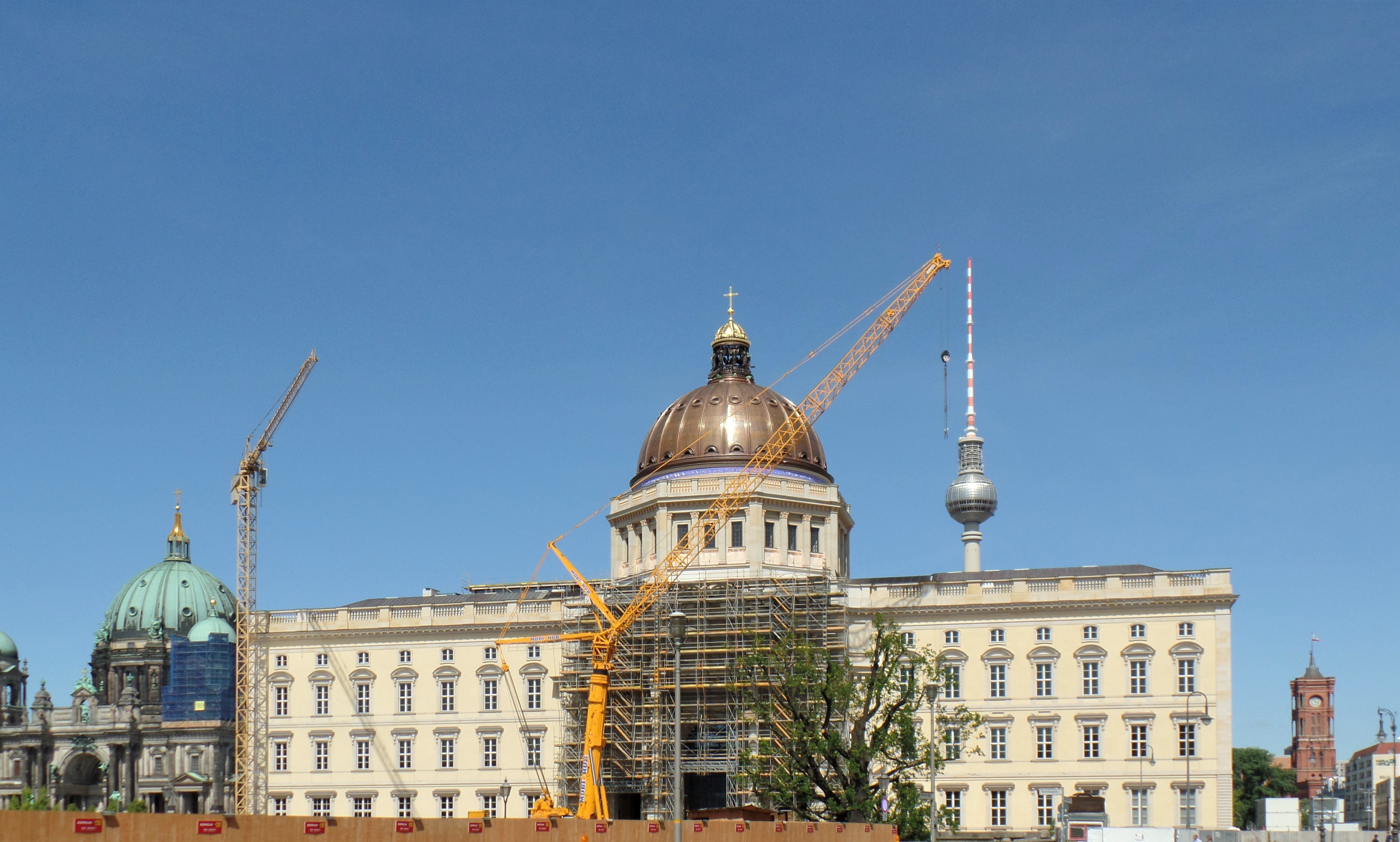
Le chantier de reconstruction en mai 2020.
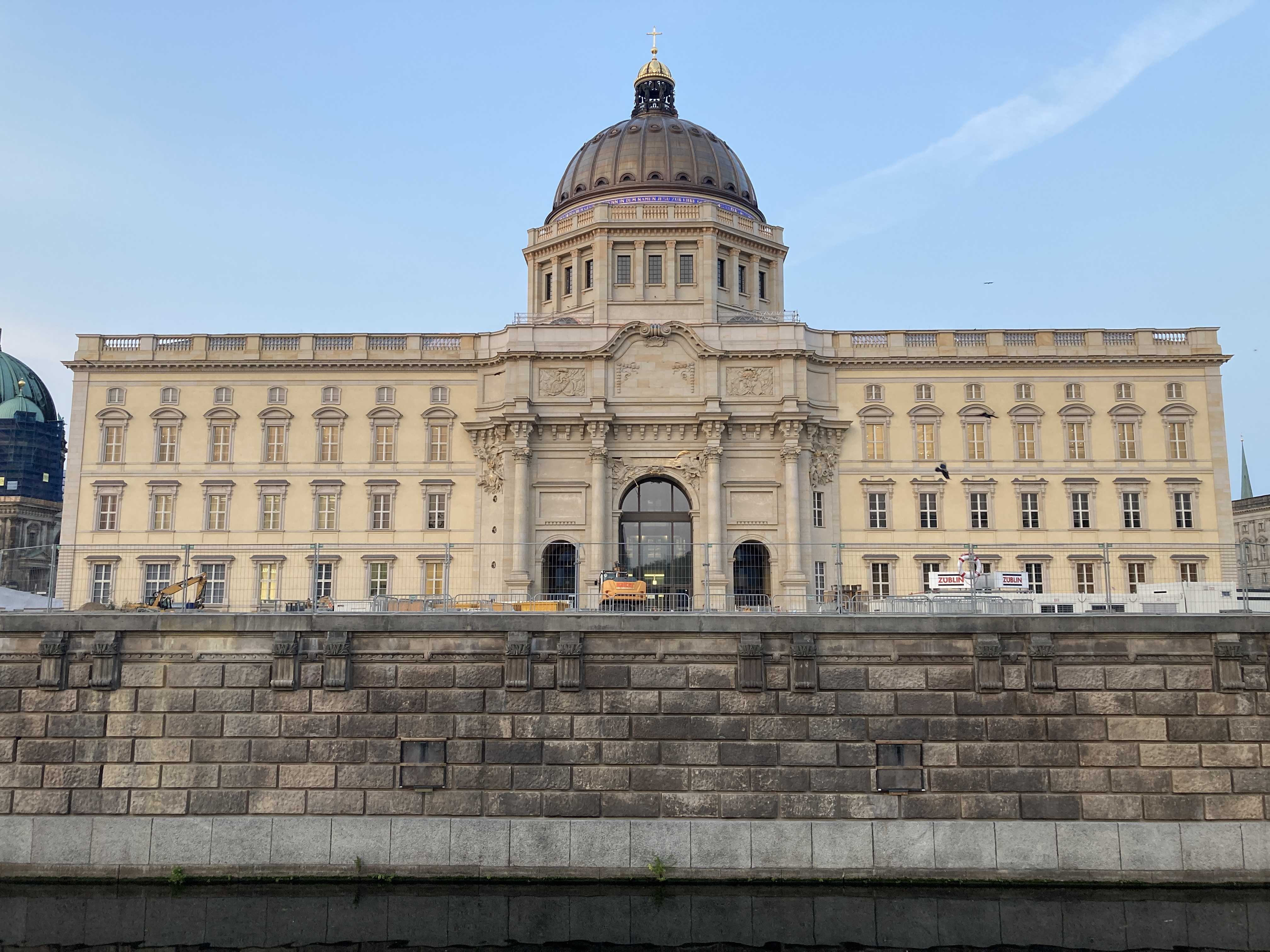
Le château en septembre 2020.
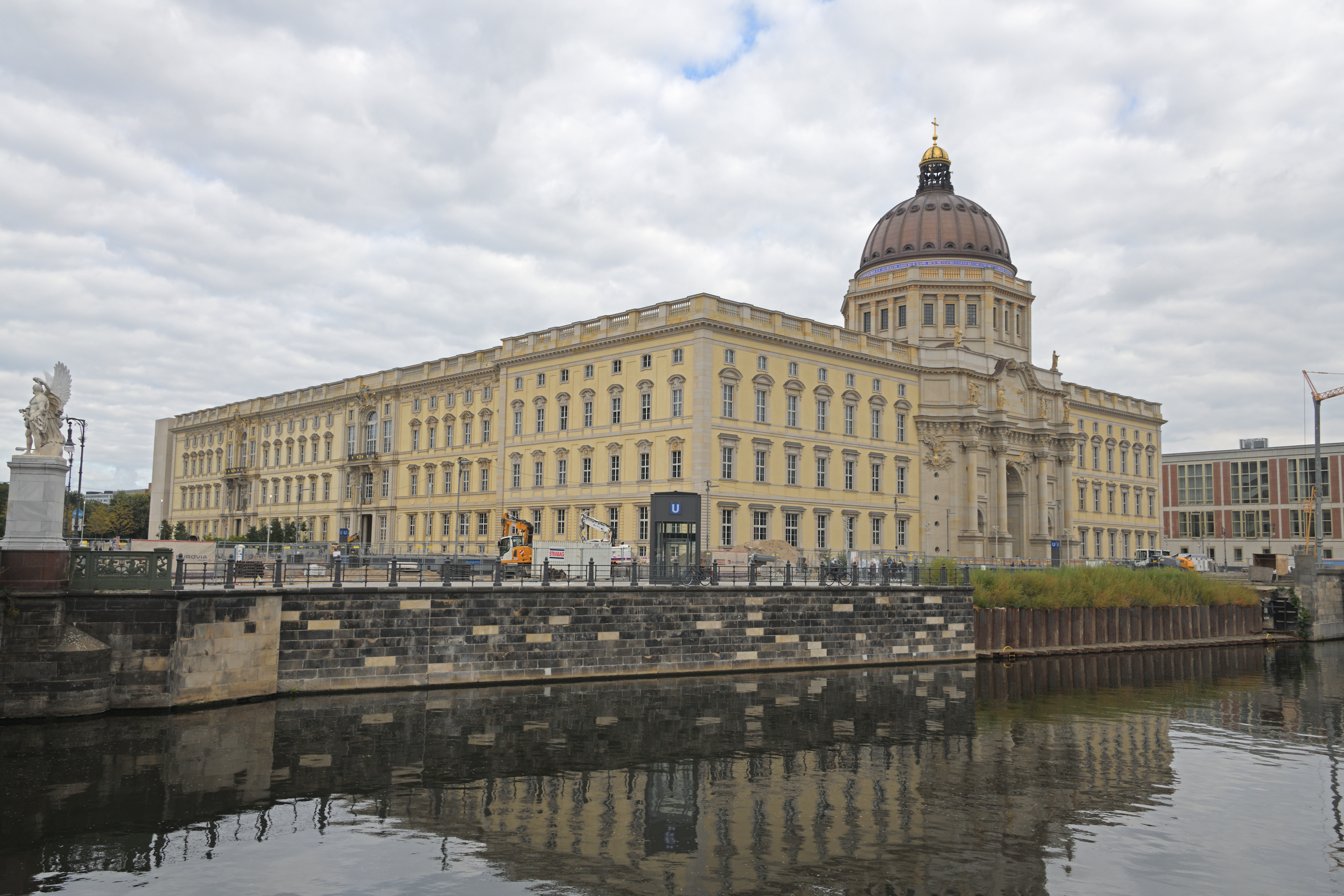
Le château en 2021.
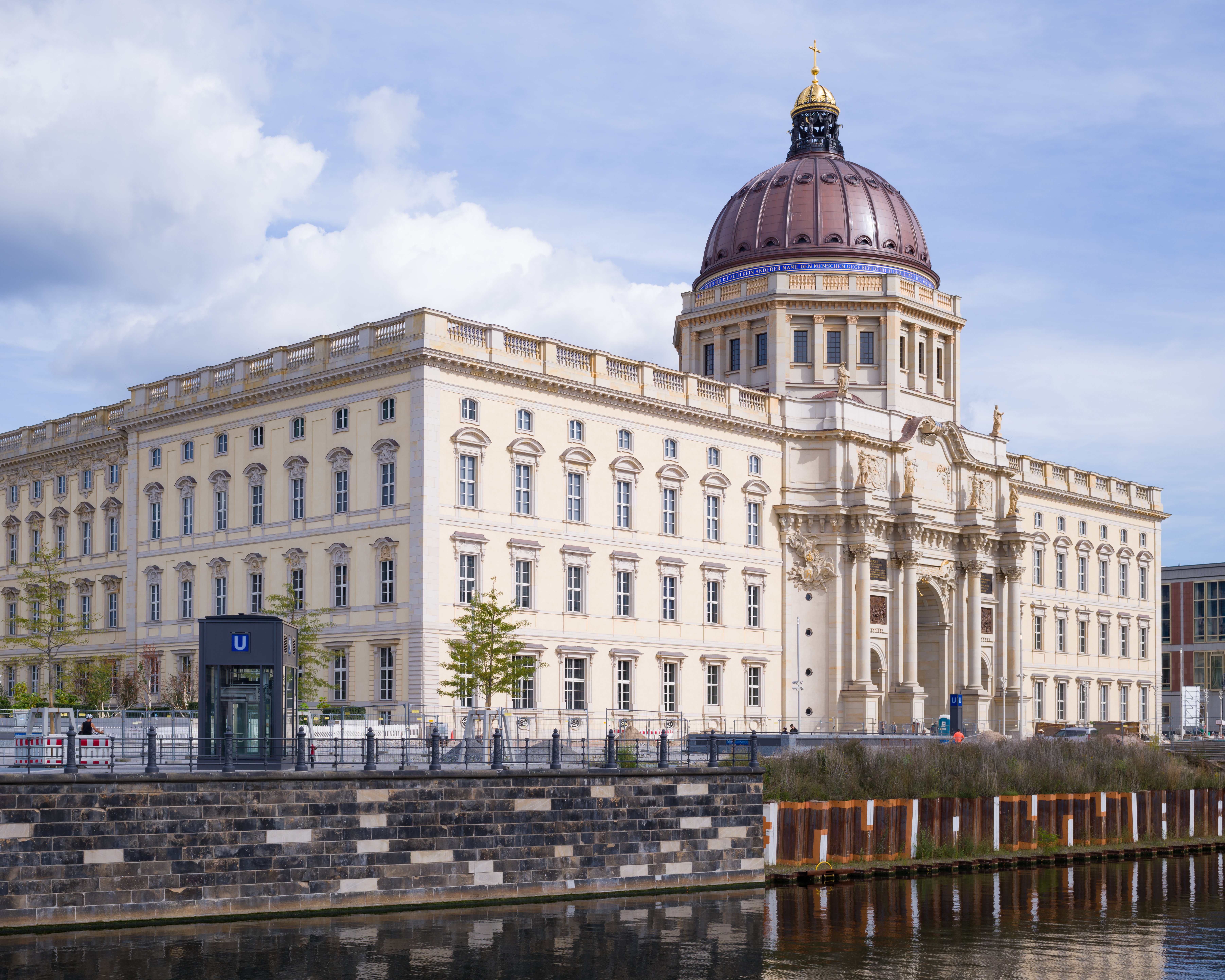
Le château en 2022.
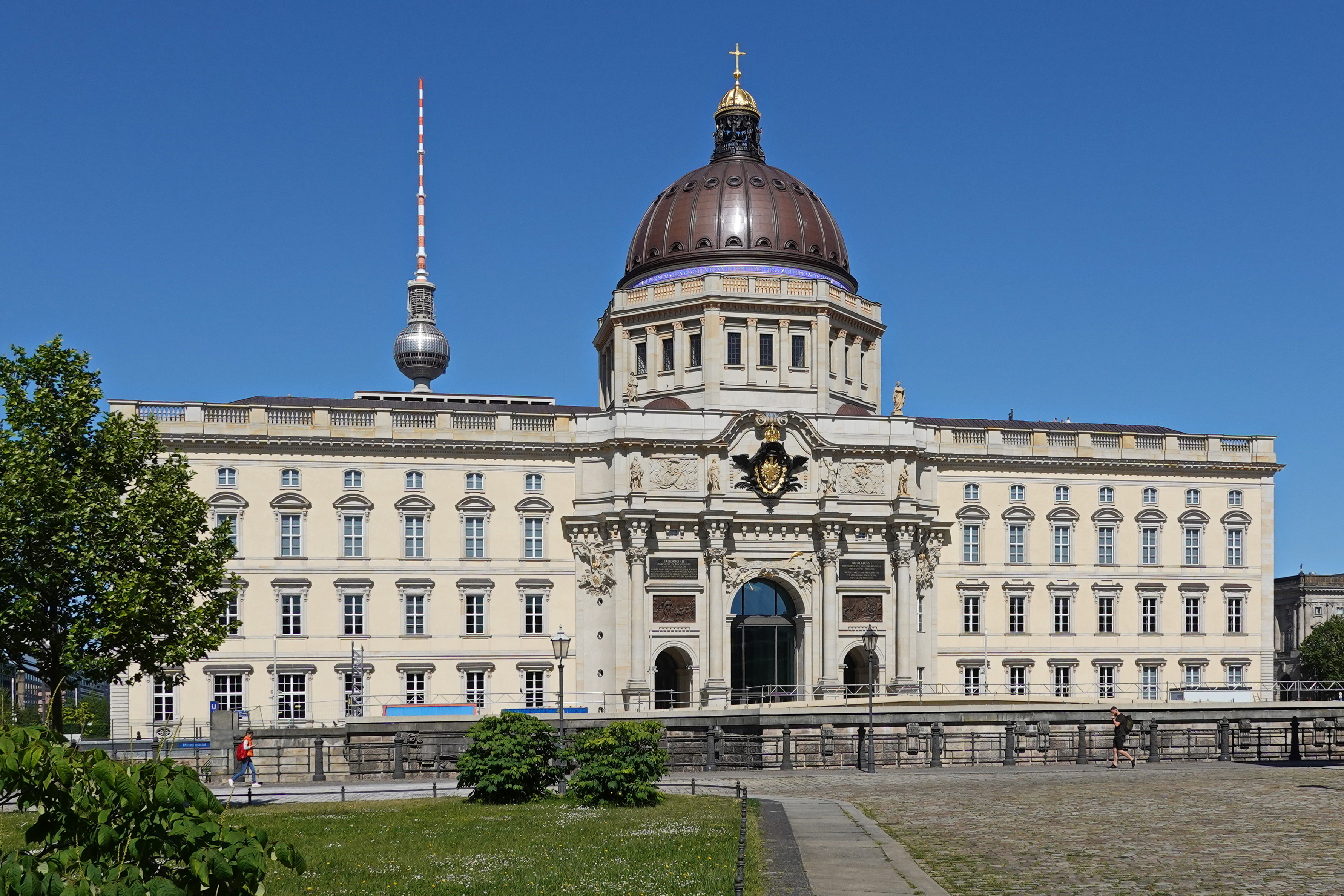
Façade du château en 2023.
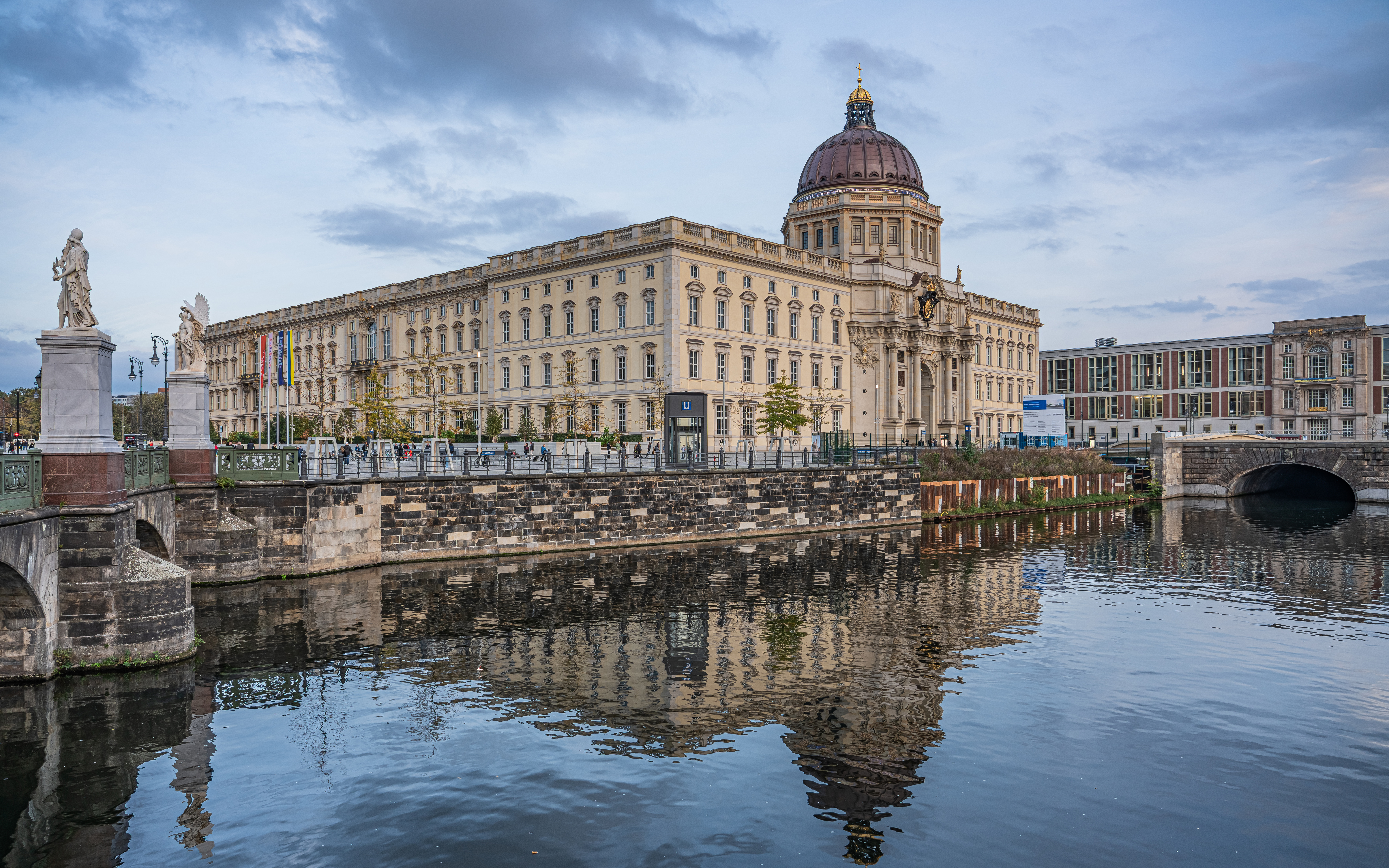
Le château en 2023.
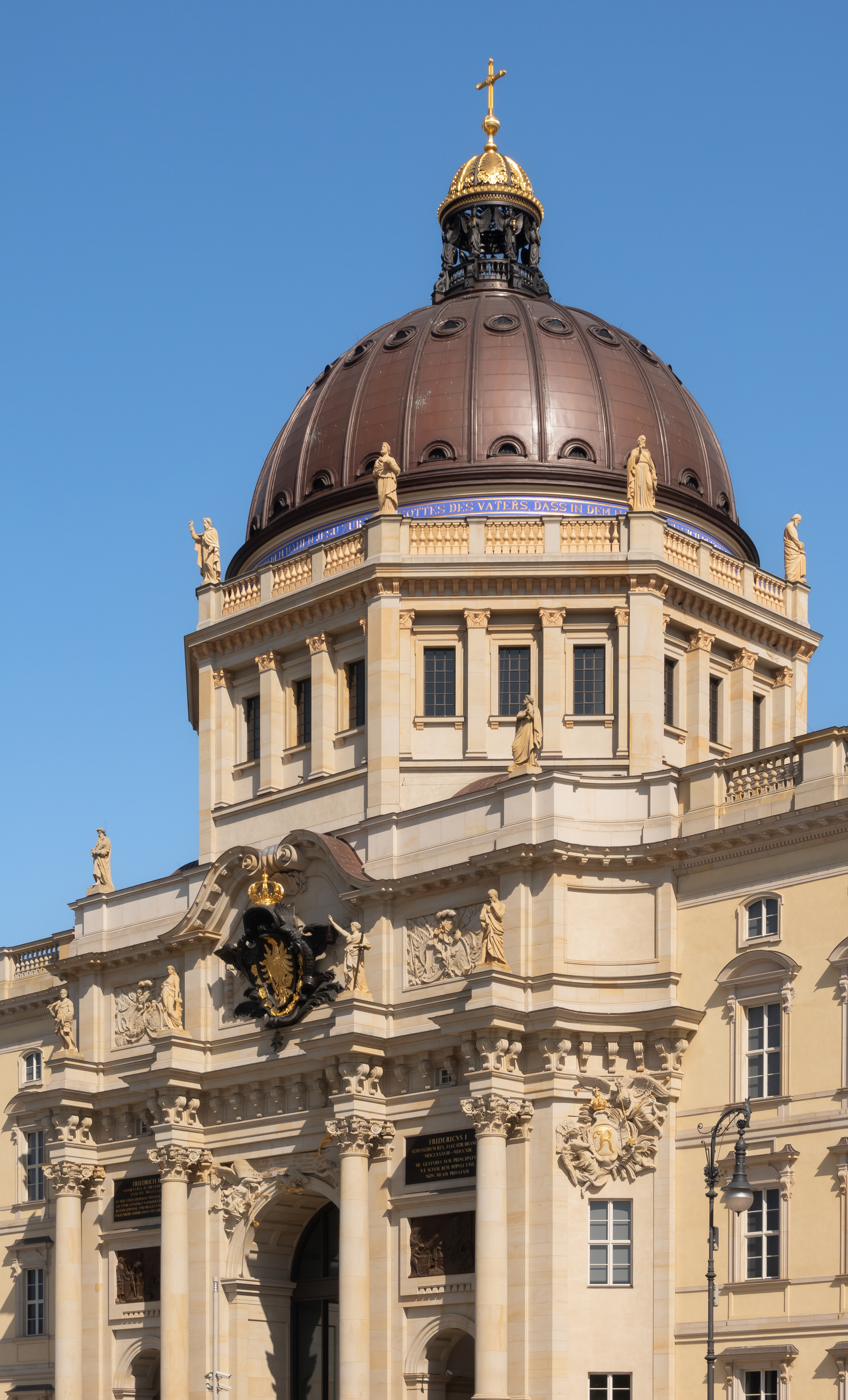
La façade principale du château en 2024.

En 2009, des fouilles archéologiques préalables étaient encore en cours. Alors que la reconstruction du château aurait normalement dû commencer en 2010, ce n'était toujours pas le cas en 2011, du fait de la crise économique de 2008 et des restrictions budgétaires qui s'en étaient suivies ; l'État fédéral allemand ayant momentanément renoncé aux travaux. La première pierre du monument a finalement été posée officiellement le 12 juin 2013 par le président de la République fédérale d'Allemagne, Joachim Gauck. Le gros œuvre est achevé en juin 2015. L'inauguration était prévue pour septembre 2020 mais a lieu le 16 décembre suivant sous la forme d'une visite virtuelle, en raison de la pandémie de Covid-19.
Pour la construction du château, une copie du Karl-Liebknecht-Portal est réalisée pour le nouvel édifice, l'original restant intégré au Staatsratsgebäude.